# 明石車掌区
明石車掌区（あかししゃしょうく）は、兵庫県明石市にある西日本旅客鉄道（JR西日本）近畿統括本部の車掌が所属する組織である。
本項では、明石車掌区の前身である神戸車掌区および、加古川車掌区の歴史についても記述する。

## 歴史

### 神戸車掌区→明石車掌区
- 1896年（明治29年）4月1日：神戸車長監督駐在所が設置される。
- 1909年（明治42年）12月11日：神戸車掌長に改称。姫路車掌駐在所が統合され、姫路駐在になる。
- 1912年（明治45年）3月31日：姫路駐在が、岡山車掌長に統合される。
- 1914年（大正3年）3月1日：神戸車掌監督に改称。
- 1933年（昭和8年）7月16日：大阪車掌所が神戸車掌所大阪支所になる。大阪車掌所池田支所および三田支所は、神戸車掌所池田派出所および三田派出所になる。
- 1936年（昭和11年）
  - 4月1日：岡山車掌区姫路支区が神戸車掌区姫路支区になる。
  - 9月1日：神戸車掌区に改称。大阪支所は大阪支区になる。
- 1937年（昭和12年）9月28日：大阪支区が大阪車掌区として分離。池田派出所・三田派出所は大阪車掌区に移管。
- 1943年（昭和18年）6月1日：加古川支区が発足。
- 1944年（昭和19年）10月17日：姫路支区が姫路車掌区として分離。
- 1948年（昭和23年）9月25日：加古川支区が加古川車掌区として分離。
- 1973年（昭和48年）7月5日：神戸車掌区が廃止され、明石車掌区が発足。
- 1986年（昭和61年）11月1日：加古川車掌区を統合。

### 加古川車掌区
- 1948年（昭和23年）9月25日：神戸車掌区加古川支区が独立し、加古川車掌区として発足。
- 1958年（昭和33年）11月1日：加古川線管理所が設置され、加古川車掌区が廃止。
- 1970年（昭和45年）4月1日：加古川線管理所が廃止され、加古川車掌区が再び発足。
- 1986年（昭和61年）11月1日：明石車掌区に統合されて廃止。

### 乗務範囲
- 東海道本線：米原駅 - 神戸駅間
- 山陽本線：神戸駅 - 上郡駅間、兵庫駅 - 和田岬駅間
- 赤穂線：相生駅 - 播州赤穂駅間
- JR東西線：全線
- 特急スーパーはくと：京都駅 - 上郡駅間